# ثنائي هيدرويوراسيل
دي هيدرو اوراسيل ، دهيدرويوراسيل ، ديهيدرويوراسيل، دهيدرواوراسيل ، دي هيدرو يوراسيل (به الإنجليزية : Dihydrouracil) بصيغة كيميائية C4H6N2O2 ، عبارة عن تركيب كيميائي مع معرف بوب كيم 145068. و الكتلة المولية له 114٫10264 جرام / مول.